# Michael Matz (Reiter)
Michael Ray Matz (* 23. Januar 1951 in Collegeville, Pennsylvania) ist ein US-amerikanischer Springreiter.
In den Jahren 1976, 1992 und 1996 startete er jeweils bei den Olympischen Spielen, 1996 gewann er in Atlanta die Silbermedaille mit der Mannschaft.
Am 1. April 2006 wurde er in die United States Show Jumping Hall of Fame aufgenommen.
Er lebt in Wellington, Florida.

## Erfolge
- Olympisches Silber mit der Mannschaft 1996
- 4× Gold, 4× Bronze bei den Panamerikanischen Spielen
- Weltcup-Team-Gold 1986 in Aachen
- WM-Bronze im Einzel und mit der Mannschaft 1978
- 6× US-amerikanischer Meister

| Personendaten    | Personendaten                          |
| ---------------- | -------------------------------------- |
| NAME             | Matz, Michael                          |
| ALTERNATIVNAMEN  | Matz, Michael Ray (vollständiger Name) |
| KURZBESCHREIBUNG | US-amerikanischer Springreiter         |
| GEBURTSDATUM     | 23. Januar 1951                        |
| GEBURTSORT       | Collegeville, Pennsylvania             |